# Ho Hey
"Ho Hey" là một bài hát của ban nhạc người Mỹ The Lumineers nằm trong album phòng thu đầu tay mang chính tên họ (2012). Nó được phát hành vào ngày 4 tháng 6 năm 2012 như là đĩa đơn đầu tiên trích từ album bởi Dualtone Records, cũng như là đĩa đơn đầu tay trong sự nghiệp của nhóm. Bài hát được đồng viết lời bởi hai thành viên của The Lumineers Wesley Schultz và Jeremiah Fraites, những người chịu trách nhiệm sáng tác chính cho tất cả những tác phẩm của họ, trong khi phần sản xuất được đảm nhiệm bởi Ryan Hadlock, và ông cũng tham gia sản xuất cho toàn bộ phần còn lại của The Lumineers. Với mong muốn tạo nên một bản nhạc thu hút sự chú ý từ người nghe, xuất phát từ khoảng thời gian Schultz và Fraites làm việc ở New York như là nhân viên khuấy động khán giả trong những buổi hòa nhạc, "Ho Hey" là một bản indie folk mang nội dung đề cập đến việc một người đàn ông cảm thấy hối hận khi chia tay người bạn gái và bắt đầu nhận ra giá trị thực sự của tình yêu khi họ bên nhau.
Sau khi phát hành, "Ho Hey" nhận được những phản ứng tích cực từ các nhà phê bình âm nhạc, trong đó họ đánh giá cao giai điệu bắt tai và hấp dẫn, cũng như sự mộc mạc trong chất giọng của Schultz và quá trình sản xuất nó. Ngoài ra, bài hát còn gặt hái nhiều giải thưởng và đề cử tại những giải thưởng lớn, bao gồm đề cử tại giải thưởng âm nhạc Billboard năm 2013 cho Top Bài hát Rock. "Ho Hey" cũng tiếp nhận những thành công lớn về mặt thương mại, đứng đầu bảng xếp hạng ở Ba Lan và lọt vào top 10 ở nhiều quốc gia nó xuất hiện, bao gồm những thị trường lớn như Úc, Áo, Canada, Pháp, Đức, Ireland, Ý, Hà Lan, New Zealand, Tây Ban Nha, Thụy Điển, Thụy Sĩ và Vương quốc Anh. Tại Hoa Kỳ, nó đạt vị trí thứ ba trên bảng xếp hạng Billboard Hot 100, trở thành đĩa đơn đầu tiên của nhóm vươn đến top 5 đồng thời tiêu thụ được hơn 5 triệu bản tại đây. Tính đến nay, "Ho Hey" đã bán được hơn 8 triệu bản trên toàn cầu, trở thành một trong những đĩa đơn bán chạy nhất mọi thời đại.
Video ca nhạc cho "Ho Hey" được đạo diễn bởi Ben Fee, trong đó bao gồm những cảnh The Lumineers đi dưới hội trường của Bệnh viện Linda Vista nay đã ngừng hoạt động và cùng nhau nhảy và hát. Để quảng bá bài hát, nhóm đã trình diễn nó trên nhiều chương trình truyền hình và lễ trao giải lớn, bao gồm Big Morning Buzz Live, Conan, Late Show with David Letterman, The Late Late Show with Craig Ferguson, Saturday Night Live, Skavlan, The Tonight Show with Jay Leno và giải Grammy lần thứ 55, cũng như trong nhiều chuyến lưu diễn của họ. Được ghi nhận là bài hát trứ danh trong sự nghiệp của nhóm, "Ho Hey" đã được hát lại bởi nhiều nghệ sĩ khác nhau, như Taylor Swift, Blake Shelton, Jimmy Fallon, Lennon & Maisy, Tyler Ward và Boyce Avenue, cũng như xuất hiện trong nhiều tác phẩm điện ảnh và truyền hình, bao gồm Bates Motel, Bones, Cuckoo, EastEnders, Hart of Dixie, Satisfaction, Silver Linings Playbook, Vampire Diaries và The X-Files.

## Danh sách bài hát
Tải kĩ thuật số
1. "Ho Hey" - 2:43

## Xếp hạng
| Bảng xếp hạng (2012-13)                    | Vị trí cao nhất |
| ------------------------------------------ | --------------- |
| Úc (ARIA)                                  | 3               |
| Áo (Ö3 Austria Top 40)                     | 5               |
| Bỉ (Ultratop 50 Flanders)                  | 18              |
| Bỉ (Ultratop 50 Wallonia)                  | 14              |
| Brazil (Billboard Brasil Hot 100)          | 40              |
| Brazil Billboard Brasil Hot Pop Songs      | 10              |
| Canada (Canadian Hot 100)                  | 2               |
| Canada Rock (Billboard)                    | 12              |
| Cộng hòa Séc (Rádio Top 100)               | 3               |
| Đan Mạch (Tracklisten)                     | 22              |
| Pháp (SNEP)                                | 6               |
| Đức (Official German Charts)               | 5               |
| Ireland (IRMA)                             | 2               |
| Israel (Media Forest)                      | 6               |
| Ý (FIMI)                                   | 5               |
| Nhật Bản (Japan Hot 100)                   | 76              |
| Luxembourg Nhạc số (Billboard)             | 8               |
| Hà Lan (Dutch Top 40)                      | 5               |
| Hà Lan (Single Top 100)                    | 7               |
| New Zealand (Recorded Music NZ)            | 2               |
| Na Uy (VG-lista)                           | 16              |
| Ba Lan (Polish Airplay Top 100)            | 1               |
| Bồ Đào Nha Nhạc số (Billboard)             | 1               |
| Scotland (OCC)                             | 8               |
| Slovakia (Rádio Top 100)                   | 2               |
| Slovenia (SloTop50)                        | 24              |
| Tây Ban Nha (PROMUSICAE)                   | 8               |
| Thụy Điển (Sverigetopplistan)              | 9               |
| Thụy Sĩ (Schweizer Hitparade)              | 7               |
| Anh Quốc (OCC)                             | 8               |
| Hoa Kỳ Billboard Hot 100                   | 3               |
| Hoa Kỳ Adult Alternative Songs (Billboard) | 1               |
| Hoa Kỳ Adult Contemporary (Billboard)      | 1               |
| Hoa Kỳ Adult Pop Airplay (Billboard)       | 1               |
| Hoa Kỳ Alternative Songs (Billboard)       | 1               |
| Hoa Kỳ Country Airplay (Billboard)         | 49              |
| Hoa Kỳ Hot Rock Songs (Billboard)          | 1               |
| Hoa Kỳ Pop Airplay (Billboard)             | 2               |

| Bảng xếp hạng (2012)                   | Vị trí |
| -------------------------------------- | ------ |
| UK Singles (Official Charts Company)   | 76     |
| US Billboard Hot 100                   | 68     |
| US Adult Alternative Songs (Billboard) | 4      |
| US Alternative Songs (Billboard)       | 12     |
| US Hot Rock Songs (Billboard)          | 10     |
| Bảng xếp hạng (2013)                   | Vị trí |
| Australia (ARIA)                       | 21     |
| Austria (Ö3 Austria Top 40)            | 31     |
| Belgium (Ultratop 50 Flanders)         | 57     |
| Belgium (Ultratop 50 Wallonia)         | 45     |
| Canada (Canadian Hot 100)              | 4      |
| France (SNEP)                          | 23     |
| Germany (Official German Charts)       | 30     |
| Ireland (IRMA)                         | 8      |
| Israel (Media Forest)                  | 73     |
| Italy (FIMI)                           | 21     |
| Netherlands (Dutch Top 40)             | 28     |
| Netherlands (Single Top 100)           | 44     |
| New Zealand (Recorded Music NZ)        | 16     |
| Spain (PROMUSICAE)                     | 18     |
| Sweden (Sverigetopplistan)             | 25     |
| Switzerland (Schweizer Hitparade)      | 23     |
| UK Singles (Official Charts Company)   | 21     |
| US Billboard Hot 100                   | 12     |
| US Adult Contemporary (Billboard)      | 1      |
| US Adult Top 40 (Billboard)            | 1      |
| US Alternative Songs (Billboard)       | 18     |
| US Pop Songs (Billboard)               | 15     |
| US Hot Rock Songs (Billboard)          | 2      |
| Bảng xếp hạng (2014)                   | Vị trí |
| Israel (Media Forest)                  | 217    |

| Bảng xếp hạng                        | Vị trí |
| ------------------------------------ | ------ |
| UK Singles (Official Charts Company) | 176    |
| US Adult Top 40 (Billboard)          | 15     |
| US Alternative Songs (Billboard)     | 78     |

## Chứng nhận
| Quốc gia                                                                           | Chứng nhận  | Số đơn vị/doanh số chứng nhận |
| ---------------------------------------------------------------------------------- | ----------- | ----------------------------- |
| Úc (ARIA)                                                                          | 5× Bạch kim | 350.000^                      |
| Bỉ (BEA)                                                                           | Vàng        | 15.000*                       |
| Canada (Music Canada)                                                              | 9× Bạch kim | 0‡                            |
| Pháp (SNEP)                                                                        | —           | 105,800                       |
| Đức (BVMI)                                                                         | Bạch kim    | 500.000‡                      |
| Ý (FIMI)                                                                           | 2× Bạch kim | 60.000*                       |
| New Zealand (RMNZ)                                                                 | 2× Bạch kim | 30.000*                       |
| Tây Ban Nha (PROMUSICAE)                                                           | Vàng        | 20.000*                       |
| Thụy Điển (GLF)                                                                    | 3× Bạch kim | 60.000‡                       |
| Thụy Sĩ (IFPI)                                                                     | Bạch kim    | 30.000^                       |
| Anh Quốc (BPI)                                                                     | 2× Bạch kim | 1.200.000‡                    |
| Hoa Kỳ (RIAA)                                                                      | Bạch kim    | 5,100,000                     |
| Venezuela (APFV)                                                                   | 2× Bạch kim | 20.000^                       |
| Streaming                                                                          |             |                               |
| Đan Mạch (IFPI Đan Mạch)                                                           | Bạch kim    | 1.800.000^                    |
| Tây Ban Nha (PROMUSICAE)                                                           | Vàng        | 4.000.000*                    |
| * Chứng nhận dựa theo doanh số tiêu thụ. ^ Chứng nhận dựa theo doanh số nhập hàng. |             |                               |